# Digitales Papier
Digitales Papier ist gewöhnliches Papier, das mit einem Raster kleiner Punkte bedruckt ist, um so optisch einen digitalen Code einzubetten. Damit kann man handschriftliche Notizen und Bewegungen eines Digitalstifts, welcher die zusätzlichen kleinen Punkte optisch wahrnimmt, in digitaler Form erfassen und in Bezug setzen. Handschriftliche Aufzeichnungen auf digitalem Papier können auf diese Weise im Digitalstift gespeichert, mit zeitlichem Bezug versehen werden und mit anderen Daten wie beispielsweise akustischen Aufnahmen automatisch in Bezug gesetzt werden. Weiters ist die Übertragung der handschriftlichen Notizen vom Digitalstift auf einen Computer möglich. Eine weitere Anwendung von digitalem Papier sind interaktive Spiele wie beispielsweise das Lernspiel Tiptoi.

## Aufbau

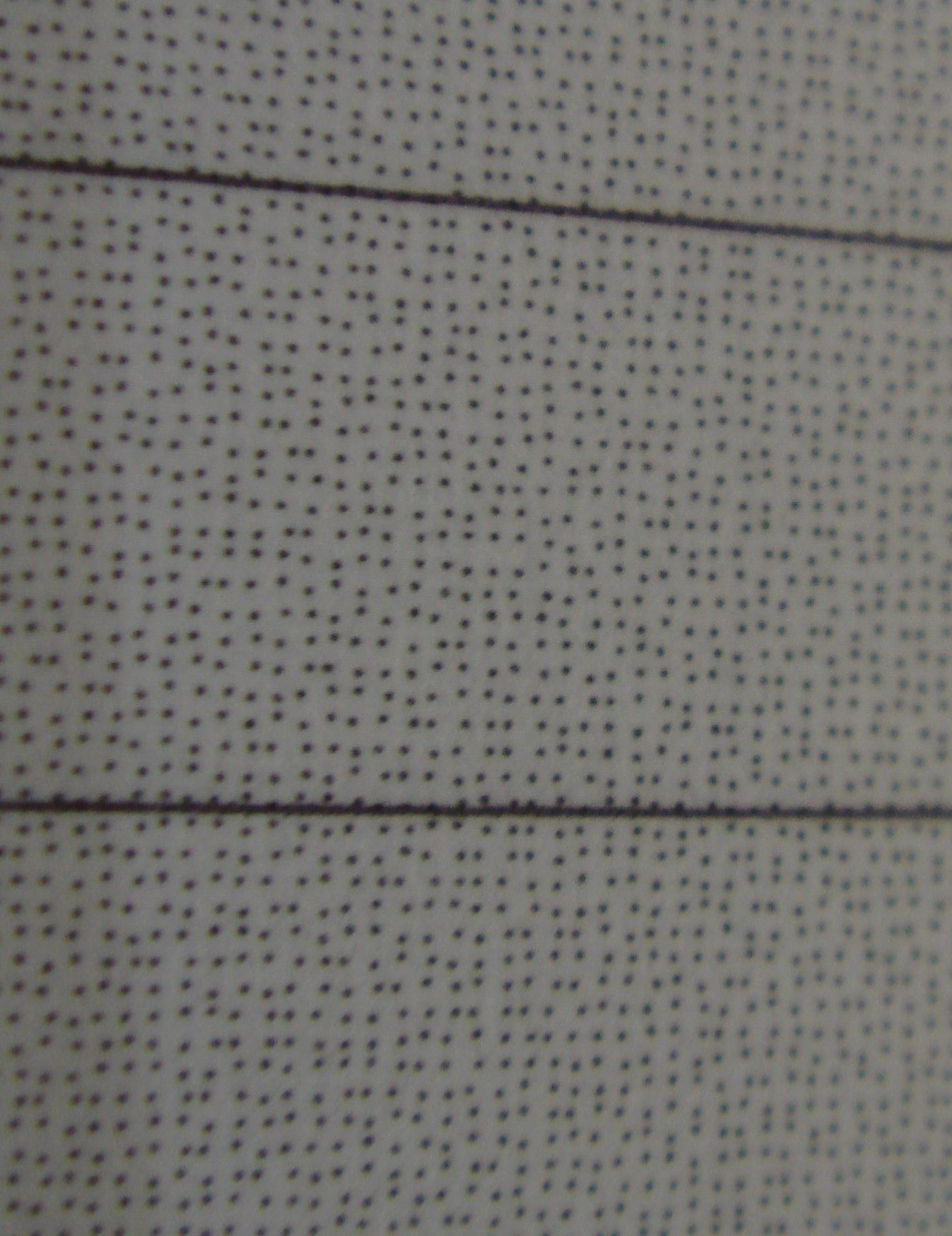
Vergrößerung einer Seite digitalen Papiers

Das Rastersystem, auf dem die meisten kommerziellen Produkte basieren, wurde von dem schwedischen Unternehmen Anoto entwickelt. Das digitale Papier ist mit einem Raster 0,1 mm großer Punkte mit einem Abstand von 0,3 mm bedruckt. Die Lage der einzelnen Punkte variiert geringfügig und stellt damit einen optisch erfassbaren, digitalen Code dar, der dem Digitalstift die momentane Position am digitalen Papier ermitteln lässt. Eine Infrarotkamera im Digitalstift orientiert sich dazu an diesem Punktraster im Hintergrund der Seite.
Bei dem System von Anoto stellt eine Anordnung von 6 mal 6 Punkten eine eindeutige Koordinate in diesem System dar, dies entspricht ca. einer Auflösung von 1,8 mm bzw. ca. einer Fläche von 3 mm2 für eine ermittelte Position. Die Anzahl der möglichen Kombinationen beträgt ca. 670·1018. Dies entspricht einer Gesamtfläche, die größer als Europa und Asien zusammen ist und durch dieses digitale Papier von Anoto abgebildet werden kann.
Ein digitales Punktraster kann auf jedem Standardpapier gedruckt werden. Wichtig hierbei ist, dass der Druckvorgang mit mindestens 600 dpi und mit kohlenstoffhaltigem Toner erfolgt. Ein Ausdruck mit einem Tintenstrahldrucker ist nicht möglich, da die Punkte leicht an den Fasern verlaufen und so die Erkennung durch den Stift unmöglich werden kann. Die im Digitalstift verwendete Farbe hingegen sollte kohlenstofffrei sein um die optische Aufnahme im Digitalstift nicht zu beeinträchtigen.

## Weiterentwicklungen
Durch die Firma Hewlett-Packard wurde basierend auf dem digitalen Papier ein „Forms Automation System“ (FAS) entwickelt. September 2005 wurde die Entwicklung durch die FAS Group übernommen. Das FAS ermöglicht Firmen Formularprozesse digital zu gestalten und die handgeschriebenen Informationen digital weiter zu verarbeiten. Dazu ermöglicht das System die Gestaltung von digitalen Formularen mit Hilfe von Acrobat Professional. Der Anwender ist in der Lage, eigene Formulare völlig frei zu gestalten. Dazu wurde im Acrobat eine neue Werkzeugleiste integriert, die es dem Anwender ermöglicht, ein PDF-Dokument so zu gestalten. Wenn diese Datei ausgedruckt wird, erhält der Anwender ein digitales Papier, das er mit dem Stift beschreiben kann.
Ausgefüllte Formulare werden durch das FAS verarbeitet. Es ist möglich, Checkboxen / Radiobuttons und Textfelder zu integrieren, um so eine digitale Weiterverarbeitung zu ermöglichen. So ist digitales Papier in fast jeder Umgebung anwendbar. Allein der Papierprozess muss gestaltet werden.